# Татарский областной комитет КПСС
Татарский областной (республиканский) комитет КПСС — центральный партийный орган, существовавший в Татарстане с августа 1920 года по 6 ноября 1991 года.

## История
- 27 мая 1920 года образована Татарская АССР и в связи с этим, в августе того же года был создан Татарский областной комитет РКП(б).
- В декабре 1925 Татарский областной комитет РКП(б) переименован в Татарский областной комитет ВКП(б).
- 24 апреля 1952 года Татарский областной комитет ВКП(б) преобразован в Татарский краевой комитет ВКП(б).
- 13 октября 1952 Татарский краевой комитет ВКП(б) переименован в Татарский краевой комитет КПСС.
- 24 апреля 1953 года Татарский краевой комитет КПСС преобразован в Татарский областной комитет КПСС.
- 12 сентября 1990 Татарский областной комитет КПСС преобразован в Татарский республиканский комитет КПСС.
- 23 августа 1991 года деятельность КПСС на территории РСФСР приостановлена, а 6 ноября того же года запрещена.

## Первые секретари РКП(б)/ВКП(б)/КПСС
- Таняев, Александр Петрович (август-декабрь 1920 года)
- Орлов, Дмитрий Александрович (декабрь 1920 — январь 1921)
- Фиге, Карл Яковлевич (январь-март 1921)
- Барышев, Николай Иванович (март-июнь 1921)
- Карпов, Александр Иванович (июнь-декабрь 1921)
- Галактионов, Алексей Петрович (декабрь 1921 — июнь 1922)
- Живов, Дмитрий Егорович (июнь 1922 — ноябрь 1923)
- Пинсон, Борис Давидович (ноябрь 1923 — январь 1924)
- Бажанов, Иван Михайлович (январь-март 1924), и. о.
- Морозов, Иван Титович (март 1924 — 5 ноября 1925)
- Хатаевич, Мендель Маркович (5 ноября 1925 — 7 июня 1928)
- Разумов, Михаил Осипович (7 июня 1928 — октябрь 1933)
- Лепа, Альфред Карлович (октябрь 1933 — 26 августа 1937)
- Алемасов, Александр Михайлович (26 августа 1937 — 9 марта 1942)
- Колыбанов, Анатолий Георгиевич (9 марта 1942 — 8 июля 1943)
- Никитин, Владимир Дмитриевич (8 июля 1943 — 28 декабря 1944)
- Муратов, Зиннат Ибятович (28 декабря 1944 — 6 июня 1957)
- Игнатьев, Семён Денисович (6 июня 1957 — 28 октября 1960)
- Табеев, Фикрят Ахмеджанович (28 октября 1960 — 2 ноября 1979)[1]
- Мусин, Рашид Мусинович (2 ноября 1979 — 2 октября 1982)
- Дергунов, Василий Сергеевич(и. о. 2—29 октября 1982)
- Усманов, Гумер Исмагилович (29 октября 1982 — 23 сентября 1989)
- Шаймиев, Минтимер Шарипович (23 сентября 1989 — 30 августа 1990)
- Идиатуллин, Рево Рамазанович (23.9.1990 — 29.8.1991)[2][3][4]